# Кујавјак
Кујавјак је пољска народна игра са подручја Кујавије.